# NUKAT
Национа́льный универса́льный центра́льный ката́лог, NUKAT (пол. Narodowy Uniwersalny Centralny Katalog) — главный национальный сводный онлайн-каталог научных и академических библиотек Польши, часть виртуальной глобальной системы нормативного контроля VIAF, основанный в 2002 году.
Содержит описания различных типов публикаций: книг, журналов, аудиозаписей, нотных изданий, фильмов, картографических, иконографических и общественных документов.
Управление NUKAT осуществляется через Центр NUKAT Библиотеки Варшавского университета, где находится сервер каталога. NUKAT построен по принципу совместной каталогизации — вначале каждая из входящих в NUKAT библиотек создаёт в центральным каталоге библиографическую запись и связанные с ней авторитетные записи, и только потом готовые метаданные включает в свой собственный электронный каталог.
По состоянию на январь 2022 года объединяет данные 195 польских библиотек.

## История

#### Предыстория
1991 — Библиотека Варшавского университета (БВУ) начала создание карточной Картотеки эталонных терминов (пол. Kartoteka haseł wzorcowych, KHW).
1993 — KHW становится доступным в режиме онлайн и меняет название на Центральную картотеку эталонных терминов (пол. Centralną Kartotekę Haseł Wzorcowych, CKHW) — к её созданию подключаются другие библиотеки.
1996 — в БВУ создаётся Центр форматов и эталонных терминов (пол. Centrum Formatów i Kartotek Haseł Wzorcowych), курирующий работы по CKHW.
1998 — группа представителей Национальной библиотеки Польши и библиотек, использующих библиотечные системы Horizon и VTLS, разрабатывает концепцию центрального каталога с использованием CKHW.
2001 — Центр форматов и эталонных терминов БВУ меняет название на Центр NUKAT.

#### NUKAT
2002 — более 700 000 записей KHW становятся подмножеством базы данных NUKAT. В проекте участвует 27 библиотек. 5 июля в центральный каталог NUKAT вносятся первые описания публикаций, а 21 октября в Библиотеке Варшавского университета состоялось официальное открытие Национального универсального центрального каталога NUKAT, где были собраны коллекции из 32 библиотек.
2004 — в базе данных более 1 млн записей.
2005 — подписано соглашение с OCLC о передаче данных NUKAT в WorldCat. Национальная библиотека Польши приступила к совместной с NUKAT каталогизации. В проекте участвуют 58 библиотек.
2006 — начало сотрудничества с Google по включению для индексации в поиск Академии Google описаний публикаций из NUKAT в формате XML.
2007 — в базе данных более 2 млн записей.
2008 — в базе данных NUKAT более 3 млн копий описаний публикаций.
2009 — сотрудничество с VIAF. Работа по объединению данных из локальных каталогов в рамках финансируемого Европейским союзом проекта «NUKAT — цифровая информационная магистраль».
2010 — начало работ в рамках проекта SYNAT (разработка записей KHW для имён издателей и инструментов для автоматического добавления паролей для имён издателей в описания публикаций в базе данных NUKAT). Количество копий описаний публикаций — более 6 млн. В проекте NUKAT участвуют более 80 библиотек.
2011 — сотрудничество с European RDA Interest Group. В базе более 7 млн копий библиографических записей.
2013 — прекращение сотрудничества с Google. В базе более 9 млн копий библиографических записей. В NUKAT участвуют более 90 библиотек.
2014 — в базе более 11 млн копий библиографических записей.
2016 — в NUKAT более 150 библиотек.
2017 — в базе более 15 млн копий библиографических записей.
2018 — в NUKAT более 160 библиотек.
2021 — в NUKAT более 190 библиотек.